# 鶏伝染性気管支炎
鶏伝染性気管支炎（にわとりでんせんせいきかんしえん、英: avian infectious broncchitis）は、鶏伝染性気管支炎ウイルス感染を原因とするニワトリの感染症。
日本では家畜伝染病予防法において届出伝染病に指定されており、対象動物はニワトリ。なお、日本獣医学会の提言で法令上の名称が「伝染性気管支炎」から「鶏伝染性気管支炎」に変更された。

## 特徴
鶏伝染性気管支炎ウイルスはコロナウイルス科ガンマコロナウイルス属に属するRNAウイルス。本ウイルスは致死率は低いが、伝播力が強く、潜伏期が1〜3日間と短い。品種、性、日齢に関係なく発生し、呼吸器症状を特徴とし、極期には猫の鳴き声様の奇声が認められる。気管、鼻道、副鼻腔に滲出液が認められる。病理学的には呼吸器におけるカタル性炎症、腎臓の腫大、産卵鶏では輸卵管の萎縮が認められる。診断には発育鶏卵や鶏腎培養細胞によるウイルス分離が最も確実な方法であるが、中和試験、寒天ゲル内沈降反応、蛍光抗体法、ELISAも用いられる。予防には生ワクチンおよび不活化ワクチンが使用されるが、抗原性が異なる場合には十分な予防効果が見込めない。肺脳炎型ニューカッスル病、伝染性喉頭気管炎、伝染性コリーザとの鑑別が必要である。